# Пинта (единица объёма)
Пи́нта (англ. pint, /paɪnt/) — единица объёма в английской системе мер. Используется в основном в США, Великобритании и Ирландии. Объём британской и американской пинт различаются.

## История
Пинта является производной величиной от галлона — одна восьмая его часть. Галлон изначально определялся как объём 8 фунтов пшеницы. В 1707 году Парламент Великобритании принял определение нескольких видов галлона, в частности — винный галлон, равный 231 кубическому дюйму, и пивной галлон, равный 282 кубическим дюймам. Соответственно, винная и пивная пинты составляли ⅛ от этого объёма. В 1824 году британский парламент заменил все варианты галлона на один имперский галлон, определённый как 10 фунтов дистиллированной воды при температуре 62 °F (277,419 кубического дюйма). Таким образом, британская пинта стала равна 34,677 кубических дюйма или 568,261 миллилитра.
В Соединённых Штатах за основу был взят винный галлон, равный 231 кубическому дюйму, таким образом, американская пинта равна сегодня 28,875 кубическим дюймам или 473,176 миллилитрам, то есть, британская пинта примерно на 20% больше американской.
Как британская, так и американская пинты подразделяются на жидкие унции, объём которых почти равен. Таким образом, одна британская пинта равна 20 жидким унциям, каждая из которых равна 28,413 миллилитрам, а американская пинта — 16 жидким унциям, каждая из которых равна 29,574 миллилитрам.
В Великобритании, а также в Ирландии примерно с начала XX века пинта стала стандартным объёмом подаваемого в пабах пива, заменив использовавшуюся до этого меру горшок (англ. pot), равную двум пинтам.

## Объём различных видов пинт
- 1 британская пинта ≈ 0,568 литра[1] = 0,568261 дм3[3]
- 1 американская жидкая пинта (для жидкостей) ≈ 0,473 литра[1] = 0,473179 дм3[3]
- 1 американская сухая пинта (для сыпучих продуктов) ≈ 0,551 литра[1] = 1/64 бушеля = 0,550614 дм3[3]

До введения метрической системы свои виды пинт были также в других странах, например:
- 1 французская пинта = 0,931389 дм3[3]
- 1 нидерландская пинта = 0,6063 дм3[3]
- 1 китайская пинта (升) = 187,5 мл[4]